# Список медалістів зимових Олімпійських ігор 2002
XIX Зимові Олімпійські ігри у 2002 році проходили в американському місті Солт-Лейк-Сіті. Всього в змаганнях взяли участь 2399 спортсменів з 77 країн світу. Було розіграно 78 комплектів нагород у 15 дисциплінах 7 видів спорту. Призерами ігор в Турині став 407 спортсменів з 24 країн. Переможцем загального медального заліку стала збірна Норвегії, що здобула 25 медалей, з яких 13 золотих, 5 срібних і 7 бронзових медалей.

## Біатлон
| Дисципліна                     | Золото                                                                               | Срібло                                                                                 | Бронза                                                                          |
| Чоловіки: індивідуальна гонка  | Уле-Ейнар Б'єрндален · Норвегія                                                      | Франк Люк · Німеччина                                                                  | Віктор Майгуров · Росія                                                         |
| Чоловіки: спринт               | Уле-Ейнар Б'єрндален · Норвегія                                                      | Свен Фішер · Німеччина                                                                 | Вольфганг Пернер · Австрія                                                      |
| Чоловіки: гонка переслідування | Уле-Ейнар Б'єрндаленн · Норвегія                                                     | Рафаель Пуаре · Франція                                                                | Рікко Гросс · Німеччина                                                         |
| Чоловіки: естафета 4 × 7,5 км  | Норвегія: - Халвар Ханевольд - Фруде Андресен - Егіл Г'єлланд - Уле-Ейнар Б'єрндален | Німеччина: - Рікко Гросс - Петер Зендель - Свен Фішер - Франк Люк                      | Франція: - Жіль Марге - Венсан Дефран - Жульєн Робер - Рафаель Пуаре            |
| Жінки: індивідуальна гонка     | Андреа Генкель · Німеччина                                                           | Лів Ґрете Пуаре · Норвегія                                                             | Магдалена Форсберг · Швеція                                                     |
| Жінки: спринт                  | Каті Вільгельм · Німеччина                                                           | Уші Дізль · Німеччина                                                                  | Магдалена Форсберг · Швеція                                                     |
| Жінки: гонка переслідування    | Ольга Пильова · Росія                                                                | Каті Вільгельм · Німеччина                                                             | Ірина Нікульчіна · Болгарія                                                     |
| Жінки: естафета 4 × 6 км       | Німеччина: - Катрін Апель - Уші Дізль - Андреа Генкель - Каті Вільгельм              | Норвегія: - Анн-Елен Шельбрей - Лінда Груббен - Гун Маргіт Андреасен - Лів Ґрете Пуаре | Росія: - Ольга Пильова - Галина Куклева - Світлана Ішмуратова - Альбіна Ахатова |

## Бобслей
| Дисципліна         | Золото                                                              | Срібло                                                            | Бронза                                               |
| Чоловіки: двійки   | Німеччина: - Крістоф Ланген - Маркус Ціммерман                      | Швейцарія: - Крістіан Райх - Стів Андерхуб                        | Швейцарія: - Мартін Аннен - Беат Гефті               |
| Чоловіки: четвірки | Німеччина: - Андре Ланге - Кевін Куске - Енріко Кюн - Карстен Ембах | США: - Тодд Хейз - Ренді Джонс - Білл Шаффенгавер - Гарретт Гайнс | США: - Браян Шаймер - Майк Кон - Даг Шарп - Ден Стіл |
| Жінки: двійки      | США: - Джилл Баккен - Вонетта Флаверс                               | Німеччина: - Сандра Прокофф - Ульріке Гольцнер                    | Німеччина: - Зузі Ердман - Ніколь Хершман            |

## Гірськолижний спорт
| Дисципліна                   | Золото                         | Срібло                      | Бронза                      |
| Чоловіки: швидкісний спуск   | Фріц Штробль · Австрія         | Лассе К'юс · Норвегія       | Стефан Ебергартер · Австрія |
| Чоловіки: супергігант        | Четиль Андре Омодт · Норвегія  | Стефан Ебергартер · Австрія | Андреас Шіфферер · Австрія  |
| Чоловіки: гігантський слалом | Стефан Ебергартер · Австрія    | Боде Міллер · США           | Лассе К'юс · Норвегія       |
| Чоловіки: слалом             | Жан-П'єр Відаль · Франція      | Себастьян Ам'є · Франція    | Беньямін Райх · Австрія     |
| Чоловіки: комбінація         | Четиль Андре Омодт · Норвегія  | Боде Міллер · США           | Беньямін Райх · Австрія     |
| Жінки: швидкісний спуск      | Кароль Монтійє-Карль · Франція | Ізольде Костнер · Італія    | Рената Гечль · Австрія      |
| Жінки: супергігант           | Даніела Чеккареллі · Італія    | Яниця Костелич · Хорватія   | Карен Путцер · Італія       |
| Жінки: гігантський слалом    | Яниця Костелич · Хорватія      | Аня Персон · Швеція         | Соня Неф · Швейцарія        |
| Жінки: слалом                | Яниця Костелич · Хорватія      | Лор Пекеньо · Франція       | Аня Персон · Швеція         |
| Жінки: комбінація            | Яниця Костелич · Хорватія      | Рената Гечль · Австрія      | Мартіна Ертль · Німеччина   |

## Керлінг
| Дисципліна                  | Золото                                                                                             | Срібло                                                                                | Бронза                                                                                            |
| Чоловіки: турнір з керлінгу | Норвегія: - Пол Трульсен - Ларс Вогберг - Флемминг Давангер - Бент Онанд Рамсф'єлл - Торгер Нергор | Канада: - Кевін Мартін - Дон Валчак - Картер Райкрофт - Дон Бартлетт - Кен Тралнберг  | Швейцарія: - Андреас Шваллер - Крістоф Шваллер - Маркус Егглер - Даміан Гріхтінг - Марко Рамштайн |
| Жінки: турнір з керлінгу    | Велика Британія: - Рона Мартін - Дебора Нокс - Фіона Макдональд - Дженіс Ранкін - Маргарет Мортон  | Швейцарія: - Лузія Ебнозер - Мір'ям Отт - Таня Фрей - Лоренс Бідо - Надя Ротлісбергер | Канада: - Келлі Лоу - Джулія Скіннер - Джорджина Віткрофт - Діана Нельсон - Шеріл Нобль           |

## Ковзанярський спорт
| Дисципліна             | Золото                         | Срібло                               | Бронза                     |
| Чоловіки: 500 метрів   | Кейсі Фітцрендольф · США       | Хіроясу Сімідзу · Японія             | Кіп Карпентер · США        |
| Чоловіки: 1000 м       | Герард ван Вельде · Нідерланди | Ян Бос · Нідерланди                  | Джой Чік · США             |
| Чоловіки: 1500 метрів  | Дерек Парра · США              | Йохем Ейтдехаге · Нідерланди         | Одне Сендрол · Норвегія    |
| Чоловіки: 5000 метрів  | Йохем Ейтдехаге · Нідерланди   | Дерек Парра · США                    | Єнс Боден · Німеччина      |
| Чоловіки: 10000 метрів | Йохем Ейтдехаге · Нідерланди   | Джанні Ромм · Нідерланди             | Лассе Сетре · Норвегія     |
| Жінки: 500 метрів      | Катріона Лемей-Доан · Канада   | Моніка Гарбрехт-Енфельдт · Німеччина | Сабіне Фелькер · Німеччина |
| Жінки 1000 метрів      | Кріс Вітті · США               | Сабіне Фелькер · Німеччина           | Дженніфер Родрігес · США   |
| Жінки: 1500 метрів     | Анні Фрізінгер · Німеччина     | Сабіне Фелькер · Німеччина           | Дженніфер Родрігес · США   |
| Жінки: 3000 метрів     | Клаудія Пехштайн · Німеччина   | Ренате Груневолд · Нідерланди        | Сінді Классен · Канада     |
| Жінки: 5000 метрів     | Клаудія Пехштайн · Німеччина   | Грета Сміт · Нідерланди              | Клара Г'юз · Канада        |

## Лижне двоборство
| Дисципліна                   | Золото                                                                   | Срібло                                                                       | Бронза                                                                      |
| Чоловіки: спринт             | Самппа Лаюнен · Фінляндія                                                | Ронні Аккерман · Німеччина                                                   | Фелікс Готтвальд · Австрія                                                  |
| Чоловіки: система Гундерсена | Самппа Лаюнен · Фінляндія                                                | Яакко Таллус · Фінляндія                                                     | Фелікс Готтвальд · Австрія                                                  |
| Чоловіки: ефстафета          | Фінляндія: - Ярі Мантіла - Ханну Маннінен - Яакко Таллус - Самппа Лаюнен | Німеччина: - Б'єрн Кірхайзен - Георг Геттіх - Марсель Хеліг - Ронні Аккерман | Австрія: - Крістоф Білер - Міхаель Грубер - Маріо Штехер - Фелікс Готтвальд |

## Лижні гонки
| Дисципліна                     | Золото                                                                        | Срібло                                                                            | Бронза                                                                                        |
| Чоловіки: гонка на 30 км       | Крістіан Гоффманн · Австрія                                                   | Михайло Ботвинов · Австрія                                                        | Крістен Шельдаль · Норвегія                                                                   |
| Чоловіки: гонка на 15 км       | Андрус Веерпалу · Естонія                                                     | Фруде Естіль · Норвегія                                                           | Яак Мае · Естонія                                                                             |
| Чоловіки: гонка переслідування | Томас Альсгорд · Норвегія Фруде Естіль · Норвегія                             | не вручали                                                                        | Пер Елофссон · Швеція                                                                         |
| Чоловіки: спринт               | Тор Арне Гетланд · Норвегія                                                   | Петер Шлікенрідер · Німеччина                                                     | Крістіан Дзордзі · Італія                                                                     |
| Чоловіки: естафета 4 × 10 км   | Норвегія: - Андерс Еукланн - Фруде Естіль - Крістен Шельдаль - Томас Альсгорд | Італія: - Фабіо Май - Джорджо Ді Чента - П'єтро Піллер Коттрер - Крістіан Дзордзі | Німеччина: - Єнс Фільбріх - Андреас Шлюттер - Тобіас Ангерер - Рене Зоммерфельдт              |
| Чоловіки: мас-старт на 50 км   | Михайло Іванов · Росія                                                        | Андрус Веерпалу · Естонія                                                         | Одд-Б'єрн Єльмесет · Норвегія                                                                 |
| Жінки: гонка на 15 км          | Стефанія Бельмондо · Італія                                                   | Катержина Нойманова · Чехія                                                       | Юлія Чепалова · Росія                                                                         |
| Жінки: гонка на 10 км          | Бента Скарі · Норвегія                                                        | Юлія Чепалова · Росія                                                             | Стефанія Бельмондо · Італія                                                                   |
| Жінки: гонка переслідування    | Беккі Скотт · Канада                                                          | Катержина Нойманова · Чехія                                                       | Віола Бауер · Німеччина                                                                       |
| Жінки: спринт                  | Юлія Чепалова · Росія                                                         | Еві Захенбахер · Німеччина                                                        | Аніта Моен · Норвегія                                                                         |
| Жінки: естафета 4 × 5 км       | Німеччина: - Мануела Генкель - Віола Бауер - Клаудія Кюнцель - Еві Захенбахер | Норвегія: - Маріт Б'єрген - Бента Скарі - Хільде Педерсен - Аніта Моен            | Швейцарія: - Андреа Губер - Лоранс Роша - Бриджитт Альбрехт-Лоретан - Наташа Леонарді-Кортезі |
| Жінки: гонка на 30 км          | Габріелла Паруцці · Італія                                                    | Стефанія Бельмондо · Італія                                                       | Бента Скарі · Норвегія                                                                        |

## Стрибки з трампліна
| Дисципліна                    | Золото                                                                     | Срібло                                                                               | Бронза                                                                  |
| Чоловіки: нормальний трамплін | Симон Амман · Швейцарія                                                    | Свен Ганнавальд · Німеччина                                                          | Адам Малиш · Польща                                                     |
| Чоловіки: великий трамплін    | Симон Амман · Швейцарія                                                    | Адам Малиш · Польща                                                                  | Матті Хаутамякі · Фінляндія                                             |
| Чоловіки: командна першість   | Німеччина: - Міхаель Урман - Штефан Хокке - Свен Ганнавальд - Мартін Шмітт | Фінляндія: - Янне Ахонен - Матті Хаутамякі - Рісто Юссілайнен - Велі-Матті Ліндстрем | Словенія: - Дам'ян Фрас - Роберт Кран'єц - Примож Петерка - Петер Жонта |

## Санний спорт
| Дисципліна        | Золото                                      | Срібло                              | Бронза                            |
| Чоловіки: одинаки | Армін Цеггелер · Італія                     | Георг Хакль · Німеччина             | Маркус Прок · Австрія             |
| Чоловіки: двійки  | Німеччина: - Патрік Ляйтнер - Александр Реш | США: - Марк Грімметт - Браян Мартін | США: - Кріс Торп - Клей Айвз      |
| Жінки: одинаки    | Сілке Отто · Німеччина                      | Барбара Нідернхубер · Німеччина     | Сільке Краусхар-Пілах · Німеччина |

## Скелетон
| Дисципліна | Золото             | Срібло                  | Бронза                         |
| Чоловіки   | Джим Ші · США      | Мартін Реттль · Австрія | Грегор Штелі · Швейцарія       |
| Жінки      | Трістан Гейл · США | Лі Енн Парслі · США     | Алекс Кумбер · Велика Британія |

## Сноубординг
| Дисципліна                               | Золото                 | Срібло                     | Бронза                      |
| Чоловіки: хафпайп                        | Росс Паверс · США      | Денні Касс · США           | Джаррет Томас · США         |
| Чоловіки: паралельний гігантський слалом | Філіп Шох · Швейцарія  | Рікард Рікардссон · Швеція | Кріс Клаг · США             |
| Жінки: хафпайп                           | Келлі Кларк · США      | Доріан Відаль · Франція    | Фаб'єн Ройтелер · Швейцарія |
| Жінки: паралельний гігантський слалом    | Ізабель Блан · Франція | Карін Рюбі · Франція       | Лідія Треттель · Італія     |

## Фігурне катання
| Дисципліна                 | Золото                                                                          | Срібло                                 | Бронза                                           |
| Чоловіки: одиночне катання | Олексій Ягудін · Росія                                                          | Євген Плющенко · Росія                 | Тімоті Гейбл · США                               |
| Жінки: одиночне катання    | Сара Г'юз · США                                                                 | Ірина Слуцька · Росія                  | Мішель Кван · США                                |
| Парне катання              | Росія: - Олена Бережна - Антон Сихарулідзе Канада: - Жамі Салі - Давид Пеллетьє | не вручали                             | Китай: - Шень Сюе - Чжао Хунбо                   |
| Танці на льоду             | Франція: - Марина Анісіна - Гвендаль Пейзера                                    | Росія: - Ірина Лобачова - Ілля Авербух | Італія: - Барбара Фузар-Полі - Мауріціо Маргальо |

## Фристайл
| Дисципліна           | Золото                    | Срібло                    | Бронза                    |
| Чоловіки: могул      | Янне Лахтела · Фінляндія  | Тревіс Маєр · США         | Рішар Гей · Франція       |
| Чоловіки: акробатика | Алекс Валента · Чехія     | Джо Пак · США             | Олексій Гришин · Білорусь |
| Жінки: могул         | Корі Тро · Норвегія       | Шеннон Барці · США        | Тає Сатое · Японія        |
| Жінки: акробатика    | Аліса Кемплін · Австралія | Вероніка Бреннер · Канада | Дейдра Діон · Канада      |

## Хокей
| Дисципліна                | Золото | Срібло | Бронза |
| Чоловіки: хокейний турнір | Канада: - Маріо Лем'є - Пол Карія - Ед Жовановскі - Кертіс Джозеф - Джером Ігінла - Сімон Ганьє - Кріс Пронгер - Майкл Пека - Овен Нолан - Джо Ньювендайк - Скотт Нідермаєр - Адам Фут - Теорен Флері - Мартін Бродер - Ерік Брюер - Роб Блейк - Ед Бельфур - Стів Айзерман - Раєн Сміт - Брендан Шенахен - Джо Сакік - Ел Макінніс - Ерік Ліндрос   | США: - Білл Герін - Майк Данем - Кріс Друрі - Ерон Міллер - Адам Дедмарш - Майк Ріхтер - Том Поті - Скотт Янг - Дуг Вейт - Кейт Ткачук - Кріс Челіос - Тоні Амонте - Філ Гауслі - Майк Йорк - Браєн Ролстон - Том Баррассо - Гері Сутер - Джеремі Ренік - Браєн Рафалскі - Майк Модано - Браєн Ліч - Джон Леклер - Бретт Галл | Росія: - Єгор Подомацький - Данило Марков - Олексій Ковальов - Володимир Малахов - Олексій Жамнов - Сергій Гончар - Даріус Каспарайтіс - Павло Дацюк - Ігор Кравчук - Павло Буре - Ігор Ларіонов - Сергій Федоров - Олексій Яшин - Микола Хабібулін - Борис Миронов - Сергій Самсонов - Валерій Буре - Максим Афіногенов - Ілля Бризгалов - Ілля Ковальчук - Андрій Николишин - Олег Кваша - Олег Твердовський |
| Жінки: хокейний турнір    | Канада: - Дейна Антол - Келлі Бешад - Дженніфер Боттер - Тереза Бріссон - Кессі Кемпбелл - Ізабель Чатран - Лорі Дюпуї - Даніель Гоєтт - Джеральдіна Гіні - Джейн Геффорд - Беккі Келлар - Каролін Воллетте - Шері Пайпер - Шеріл Павндер - Теммі Лі Шевчук - Семі Джо Смолл - Колін Состорікс - Кім Сент-П'єр - Віккі Сунохарі - Гейлі Віккенгайзер | США: - Кріс Бейлі - Лорі Бейкер - Керін Бай - Джулія Шу - Наталі Дарвіц - Сара Декоста - Трісія Данн - Кеммі Гранато - Кортні Кеннеді - Андреа Кілбурн - Кеті Кінг (хокеїстка) - Шеллі Лоуні - Сью Мерц - Алісон Млечко - Тара Мунсі - Дженні Поттер - Анжелла Руджеро - Сара Тьютінг - Ліндсі Волл - Кріссі Венделл          | Швеція: - Аніка Ален - Кім Мартін - Лотта Альмблад - Гунілла Андерссон - Анна Андерссон - Емілі Берггрін - Христина Бергстранд - Анна-Луїза Едстранд - Джо Ельфсберг - Еріка Гольст - Нанна Дженссон - Марія Ларссон - Ільва Ліндберг - Ульріка Ліндстрем - Джоселін Петерсон - Марія Ротт - Даніелла Рундквіст - Евеліна Самуельсон - Тереза Селандер - Анна Вікман                                           |

## Шорт-трек
| Дисципліна                     | Золото                                                                                     | Срібло                                                                                             | Бронза                                                                                |
| Чоловіки: 500 метрів           | Марк Ганьон · Канада                                                                       | Жонатан Гійметт · Канада                                                                           | Расті Сміт · США                                                                      |
| Чоловіки: 1000 м               | Стівен Бредбері · Австралія                                                                | Аполо Антон Оно · США                                                                              | Матьє Тюркотт · Канада                                                                |
| Чоловіки: 1500 метрів          | Аполо Антон Оно · США                                                                      | Лі Цзяцзюнь · Китай                                                                                | Марк Ганьон · Канада                                                                  |
| Чоловіки: естафета 5000 метрів | Канада: - Жонатан Гійметт - Марк Ганьон - Франсуа-Луї Трамбле - Матьє Тюркотт - Ерік Бедар | Італія: - Нікола Франческіна - Нікола Родігарі - Фабіо Карта - Мауріціо Карніно - Мікеле Антоньолі | Китай: - Лі Цзяцзюнь - Фен Кай - Го Вей - Лі Е - Ань Юйлун                            |
| Жінки: 500 метрів              | Ян Ян (A) · Китай                                                                          | Євгенія Раданова · Болгарія                                                                        | Ван Чуньлі · Китай                                                                    |
| Жінки 1000 метрів              | Ян Ян (A) · Китай                                                                          | Ко Гі Хьон · Південна Корея                                                                        | Ян Ян (S) · Китай                                                                     |
| Жінки: 1500 метрів             | Ко Гі Хьон · Південна Корея                                                                | Чхве Ин Гьон · Південна Корея                                                                      | Євгенія Раданова · Болгарія                                                           |
| Жінки: естафета 3000 метрів    | Південна Корея: - Чхве Ин Гьон - Чхве Мін Гьон - Пак Х'є Вон - Чу Мін Джин                 | Китай: - Ян Ян (A) - Ян Ян (S) - Сунь Даньдань - Ван Чуньлі                                        | Канада: - Ізабель Шаре - Аланна Краус - Амелі Гуле-Надон - Марі-Ев Дроле - Таня Вісан |